# 三河忩劇
三河忩劇（みかわそうげき）とは、弘治元年（1555年）から同4年（1558年/永禄元年）にかけて、三河国で発生した今川氏に対する国衆による大規模な反乱。東三河が主な舞台と言われてきたために東三忩劇（とうさんそうげき）とも呼ばれているが、実際には三河全域に広がる大規模なものであった。

## 経過

### 今川氏の三河進出
16世紀初めから続いてきた今川氏の三河国への進出は天文15年（1546年）以降に本格化し、天文16年（1547年）の今川義元による戸田康光の滅亡と織田信秀による松平広忠の降伏、天文17年（1548年）の小豆坂の戦いによる今川氏の勝利と織田氏の後退及びそれに前後する松平広忠の今川方復帰、天文18年（1549年）の松平広忠の急逝に伴う今川氏による岡崎城接収と松平氏（安祥松平家）の後継者・竹千代（後の松平元信→松平元康→徳川家康）の駿府における庇護、それに続く織田方の安祥城の奪還、吉良義安の反乱鎮圧と駿府への連行と続き、その一方で三河国で競合関係にあった尾張国の織田氏（織田弾正忠家）が織田信秀の死後に内紛を抱えたこともあって今川氏優位に進んでいた。天文24年（1555年/弘治元年）2月には織田方だった鳴海城の山口教継が織田方から今川方に転じている。また、3月には松平竹千代が今川義元を烏帽子親として元服して、今川氏一門の関口氏純の娘（築山殿）を妻に迎えた。松平信忠以来3代にわたって安祥松平家の当主は吉良氏の当主から偏諱を与えられていたが、ここにおいて今川氏の当主が偏諱を与えて吉良氏に代わる三河国主としての立場を内外に示したのである。

### 三河忩劇
ところが、9月に入ると、足助城の鱸兵庫助（鈴木信重か）が美濃国の遠山氏と共に反今川の兵を挙げ、続いて三河への帰国を許されていた西尾城の吉良義安も織田方だった緒川城の水野信元と結んで挙兵した。翌弘治2年（1556年）に入ると、松平氏の重臣でありながら半ば自立した存在であった上野城の酒井忠尚も挙兵、2月には酒井は降伏したものの、今度は青野松平家で内紛が起きて今川方の当主の松平忠茂が討死した。また、奥平氏では当主である奥平定勝（貞勝）の嫡男定能（貞能）が反乱（日近合戦・雨山合戦）を起こして高野山に追放されて鎮圧されるまで半年以上かかり、その後も一族の反乱は翌年まで続いた。更に菅沼氏でも菅沼定継が今川氏から離反して今川方に留まった弟の菅沼定氏と対立し、牧野氏でも今川派と反今川派が内紛を起こし、更に大給松平家の松平親乗も今川氏から離反して瀧脇松平家を攻めた。弘治3年（1557年）に入ると、今川軍によって各地の反乱は鎮圧されたかと思われたが、弘治4年（1558年）には河合氏・伊藤氏などの国衆の反乱が発生し、寺部城の鱸日向守（鈴木重辰）もこれに呼応して能見松平家の松平重茂を討ち、今川義元は安祥松平家の松平元康（元信改め）を初陣させて寺部城を攻略させた（寺部城の戦い）。また、この頃までに吉良義定も三河から追われたらしく、今川氏によって吉良氏の当主として擁立された義安の弟・吉良義昭が東条城に移された上で10月には西尾城が今川氏の直轄とされている。そして、5月に反乱軍の支援をする織田軍と今川軍が名倉舟渡橋の戦いで衝突して、今川方が勝利すると、漸く反乱は収束していった。
大石泰史はこの反乱が各地に飛び火した一因として、東三河の諸氏（奥平氏・菅沼氏・牧野氏）には婚姻関係などを通じた血縁的結合に基づく「一揆」が存在し、それに松平氏・鈴木氏・吉良氏などを加えた地縁的結合に基づく一揆も重なって、今川氏の三河支配の強化に抵抗する「反今川」の動き（あるいは尾張の織田氏と結びついた「親織田」の動き）となって表面化したのではないか？と推測する。このため、今川氏側としては三河支配を確立するためにもこの一揆を解体する必要があり、軍事的な解決だけでなく一族内部の内紛を利用してそれぞれの内部に介入することでそれを成し遂げていった（ただし、それが壊滅させるまでには至らず、桶狭間の戦いを迎える）。

### 今川氏の三河支配の完成とその解体
一連の反乱鎮圧の結果、三河国のほとんどが今川氏の領域となった。同じ頃、今川義元は隠居して氏真に家督を譲り、以降は今川氏内部のことは氏真に任せて、自身は三河経営に力を注ぐことになる。2年後の永禄3年（1560年）、今川義元は尾張国へ兵を進めて織田信長の奇襲で落命する（桶狭間の戦い）が、その目的の1つに三河国境地域を安定させて国衆の再度の反乱を抑える目的もあったとされる。だが、結果的には義元の死とその後の対応の誤りによる松平元康の自立（「三州錯乱」）と今川氏によって一度は抑圧された「一揆」の再燃を招く。これに対して今川氏は再度の軍事的解決並び一族内部への介入策による事態の解決を図るが失敗に終わり（結果的に反今川派がこぞって松平元康に帰属する事態を招く）、更にこれを見た遠江国の国衆の反乱（「遠州忩劇」）によって今川氏の三河支配は短期間で崩壊することになる。